# Crkva sv. oca Nikole u Lipnici
Crkva sv. oca Nikole je pravoslavna crkva u naselju Lipnica koje je u sastavu općine Rakovec i zaštićeno kulturno dobro.

## Opis dobra
Crkva potječe iz 1795. godine, a obnovljena je u nekoliko navrata tijekom 19. i početkom 20. st. Jednobrodna je građevina pravokutnog tlocrta s poligonalno zaključenim svetištem i predvorjem, nad kojim je zvonik. Prostor broda svođen je lažnim drvenim bačvastim svodom. Sačuvan je ikonostas i nekoliko pojedinačnih ikona.

## Zaštita
Pod oznakom Z-2489 zavedena je kao nepokretno kulturno dobro – pojedinačno, pravna statusa zaštićena kulturnog dobra, klasificirano kao "sakralna graditeljska baština".